# Kozia Wola (województwo lubelskie)
Kozia Wola – wieś w Polsce położona w województwie lubelskim, w powiecie tomaszowskim, w gminie Rachanie.
W latach 1975–1998 miejscowość administracyjnie należała do województwa zamojskiego.
Wieś jest sołectwem w gminie Rachanie. Według Narodowego Spisu Powszechnego z roku 2011 wieś liczyła 93 mieszkańców.
Wierni Kościoła rzymskokatolickiego należą do parafii Nawiedzenia Najświętszej Maryi Panny w Wożuczynie.

## Historia
Początków wsi należy upatrywać w przysiółku Wożuczyna o nazwie „Kozia”, który występuje w lustracji wsi z roku 1765 (Historia sołectwa Kozia Wola). Wieś uformowała się w pierwszej połowie XIX wieku, ale nie figuruje jeszcze w spisie z roku 1827. Ujmuje ją spis Zinberga z roku 1877, wymieniona jest także w składzie XIX wiecznej gminy Komarów, [w:] Słownik geograficzny Królestwa Polskiego, t. IV: Kęs – Kutno, Warszawa 1883, s. 305., oraz w składzie dóbr Wożuczyn, [w:] Słownik geograficzny Królestwa Polskiego, t. XIV: Worowo – Żyżyn, Warszawa 1895, s. 15. z roku 1884.
Według spisu powszechnego z roku 1921 we wsi Kozia Wola było 27 domów i 179 mieszkańców, w tym 1 Ukrainiec i 10 Izraelitów.